# Lucy Montoro
Lucy Pestana Silva Montoro (Jundiaí, 25 de março de 1916 — São Paulo, 15 de fevereiro de 2002) foi uma filantropa, assistente social e primeira-dama do estado de São Paulo durante o governo de André Franco Montoro. Era formada em Filosofia, Pedagogia e Serviço Social.

## Biografia
Lucy Pestana Silva Montoro foi a sexta presidente do Fundo Social de Solidariedade do Estado de São Paulo. Lucy era casada com o governador André Franco Montoro e teve sete filhos com o mesmo (Maria Lúcia, André Franco Montoro Filho, Eugênio Augusto, Paulo Guilherme, José Ricardo, Mônica e Fernando).
Morreu em 15 de fevereiro de 2002 em uma viagem de táxi pela Rodovia dos Imigrantes, quando o motorista em alta velocidade colidiu com um caminhão e tanto Lucy quanto o motorista morreram. Sua filha Mônica na ocasião ficou internada e sobreviveu.
Em 2008 foi homenageada pelo então governador José Serra na construção da Rede de Reabilitação Lucy Montoro que é uma rede pública de hospitais de reabilitação da saúde